# Estádio Municipal de Braga
Estádio Municipal de Braga är en arena i Braga i Portugal som mest används för fotboll och är hemmaarena för Braga. Arenan har en kapacitet på 30 286 åskådare och var en av arenorna som det spelades på under EM 2004. Arenan är också känd som A Pedreira ("Stenbrottet").

## Konstruktion
Arenan byggdes i ett stenbrott i Monte Castro. Bakom läktarna finns det bergväggar från stenbrottet. Arenan anses ofta vara en av de vackraste arenorna i världen.

## Bildgalleri

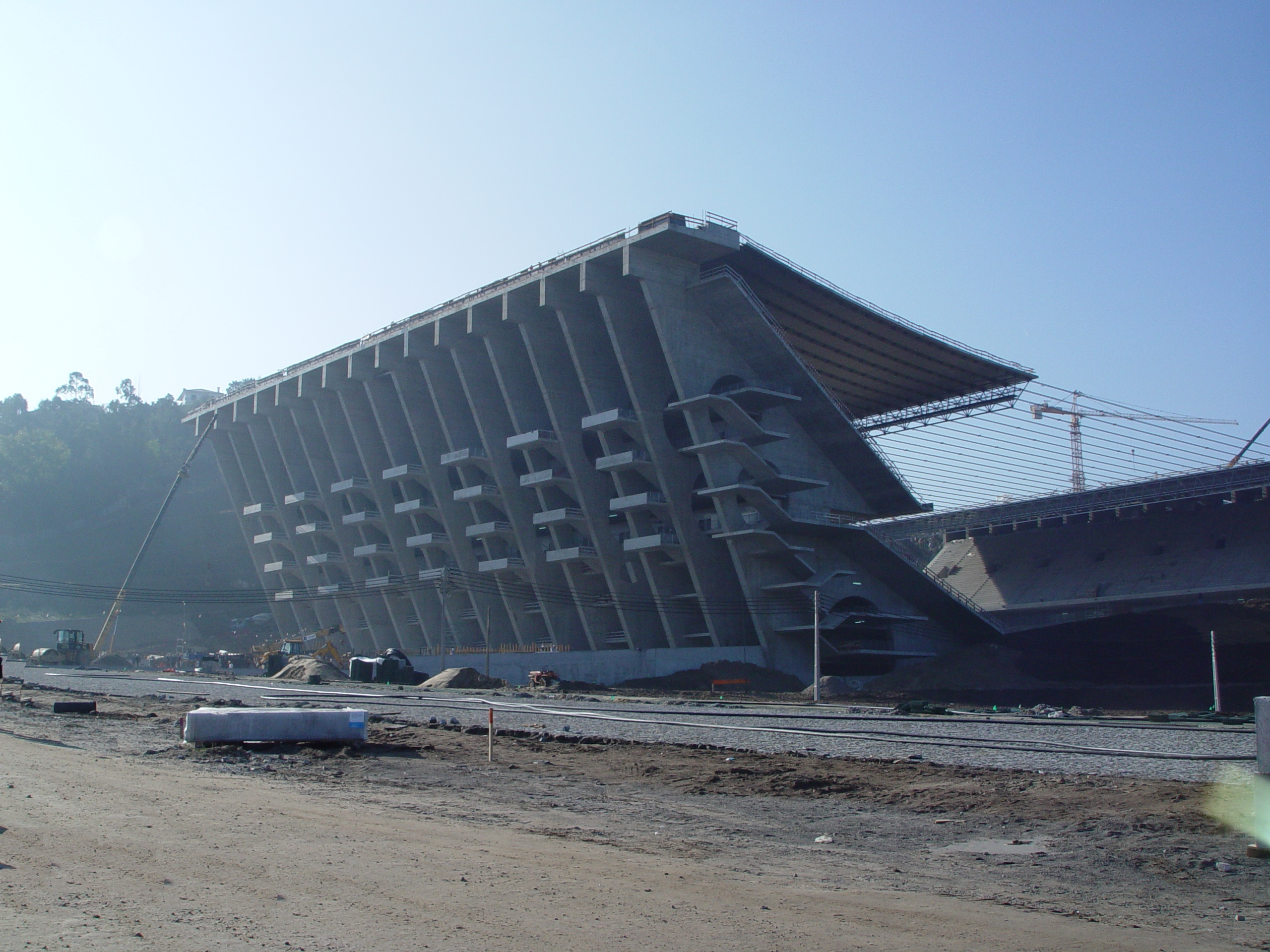
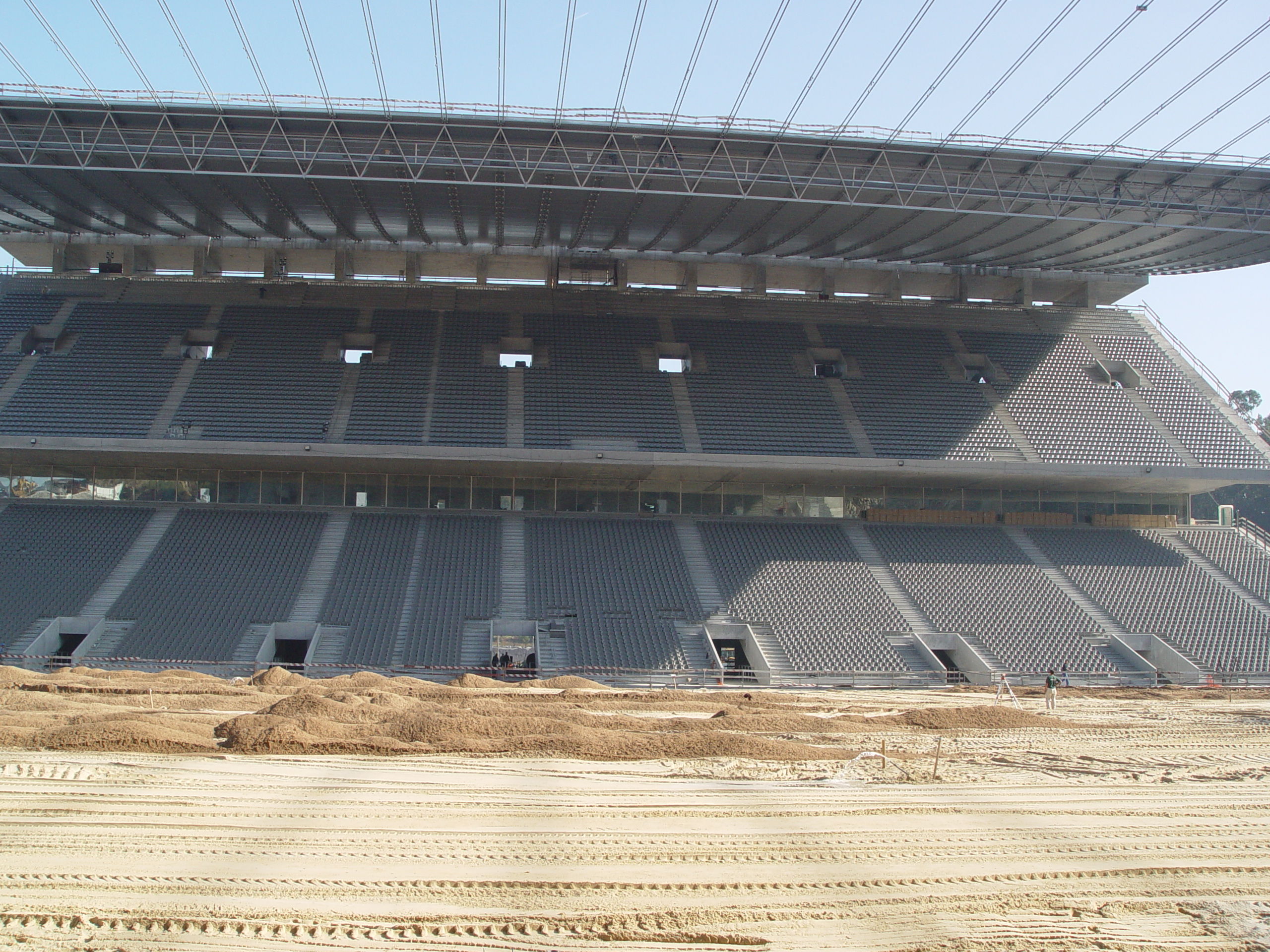
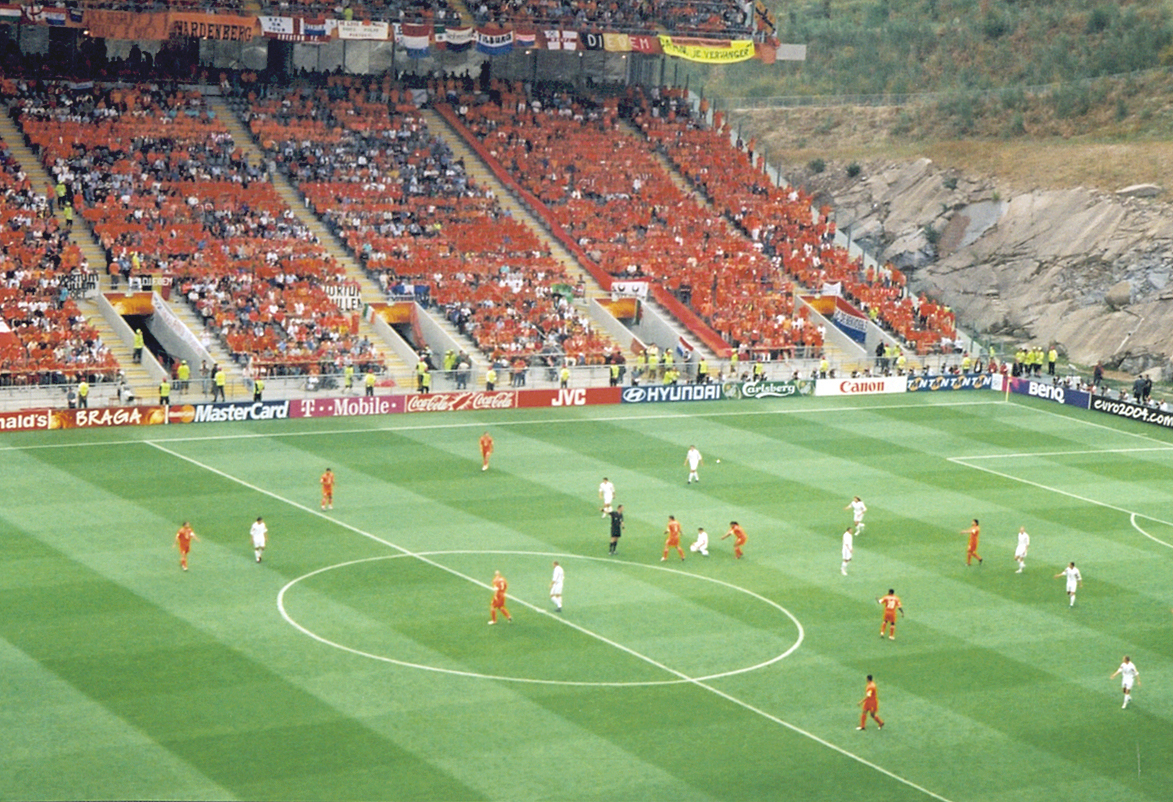

### Webbkällor
- Worldstadiums.com